# Головні мінерали
Мінерали головні (рос. минералы главные, англ. principal minerals, нім. wesentliche Minerale n pl) — мінерали, які є головною складовою частиною гірських порід, живого організму тощо.

## Головні мінерали гірських порід
Для осадових гірських порід це: кальцит, доломіт, глинисті мінерали та інш.
Для метаморфічних гірських порід це: кварц, польові шпати, хлорити, піроксени, амфіболи, гранат, слюди та інших.
Головні мінерали земної мантії: олівін (Mg, Fe)2SiO4, ромбічний піроксен, моноклінний піроксен, гранат.

## Головні мінерали живих організмів
Головні мінерали, які необхідні для здорового життя — мінерали заліза, цинку, кальцію, фосфору, натрію, магнію. 
За підтримку основних функцій організму відповідальні:
- нервова провідність — кальцій, магній, калій, натрій;
- формування скелета — кальцій, магній, фосфор;
- підтримка кислотно-лужного балансу — хлор, натрій, фосфор, калій;
- скорочення м'язів — кальцій, магній, натрій;
- осмотичний тиск — хлор, натрій.